# Arisugawa Taruhito
Príncipe Arisugawa Taruhito (有栖川宮熾仁親王, Arisugawa-no-Miya Taruhito-Shinnō, 17 de março de 1835 - 15 de janeiro de 1835) tornou-se o nono líder do Arisugawa-no-Miya (有栖川宮家) ramo Shinnō-ke da Família Imperial do Japão em 9 de setembro de 1871. 

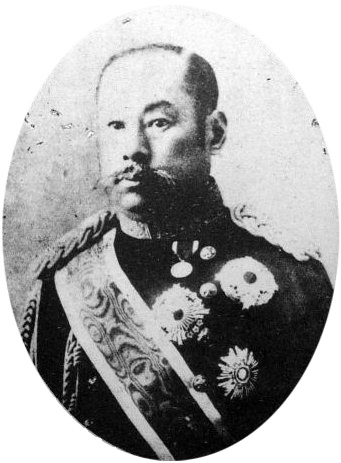
Príncipe Arisugawa Taruhito

Foi um oficial de carreira do Exército Imperial Japonês.

## Início da vida
Taruhito nasceu em Kyoto em 1835,  filho do Príncipe Arisugawa Takahito Yūko (d. 1841), e filha mais velha de Saeki Yujo. Ele foi adotado pelo Imperador Ninko como um potencial herdeiro do trono, tornando Príncipe Taruhito, o irmão adotivo de Osahito Shinnō (o futuro Imperador Kōmei).  Príncipe Taruhito foi um conselheiro próximo tanto do Imperador Kōmei como de seu sobrinho por adoção, o Imperador Meiji.
Príncipe Taruhito ficou noivo de princesa Kazu-no-Miya Chikako a oitava filha do Imperador Ninko em 8 de agosto de 1861. No entanto, o noivado foi cancelado pelo bakufu Tokugawa para que a princesa pudesse se casar com Shōgun Tokugawa Iemochi, assim selando politicamente a reconciliação entre o Shogunato e a Corte Imperial.
Ironicamente, a primeira esposa do príncipe Sadako Arisugawa (1850-1872) foi a décima primeira filha de Tokugawa Nariaki, daimyō do Domínio de Mito. Sua segunda esposa foi Tadako (1855-1923), filha do Conde Mizoguchi Naohiro, o ex-daimyō de Domínio de Shibata. Em nenhum destes casamentos teve filhos.

## Restauração Meiji
Em 1867, o Imperador Meiji nomeou o Príncipe Taruhito sosai (um título equivalente a ministro-chefe), e colocou-o no comando do Exército Imperial enviado para contra os últimos partidários do bakufu na Guerra Boshin de 1868-1869. Ele lutou na Batalha de Toba-Fushimi, e mais tarde viajou até a Tōkaidō, para aceitar a rendição do Castelo Edo em 3 de maio de 1867, de sua ex-noiva princesa Kazu .
Príncipe Taruhito mais tarde levou o exército do governo central contra as forças de Saigo Takamori na Rebelião Satsuma de 1877. Ele recebeu o título honorário de general em 1878.
De 1870 até à adoção do sistema de Ministros em 1885, o Príncipe Taruhito serviu como Daijō Daijin(Presidente do Conselho de Estado). Em 1871, ele foi nomeado governador de Fukuoka. Desde 1876, ele era o presidente do Genrōin. Em 1882, ele viajou para São Petersburgo, na Rússia, e se reuniu com o czar Alexandre III, como enviado oficial do Imperador Meiji .
De 1889 a 1895, o príncipe serviu como chefe de pessoal do Exército Imperial Japonês e membro do Conselho Supremo de Guerra .
Em 1894, tornou-se oficialmente comandante-em-chefe das forças japonesas na Primeira Guerra Sino-Japonesa, e estabeleceu seu centro de comando na guarnição de Hiroshima. No entanto, ele contraiu a febre tifóide (ou possivelmente malária) e voltou para o palácio em Arisugawa Maiko perto de Kobe para se recuperar. Ele morreu lá em 15 de janeiro de 1895. Em sua morte, o imperador Meiji concedeu-lhe o Colar da Suprema Ordem do Crisântemo . Foi concedido um funeral de estado em Tóquio em 29 de janeiro de 1895.
Seu meio-irmão, o príncipe Arisugawa Takehito, o sucedeu como o décimo chefe da casa Arisugawa-no-Miya.

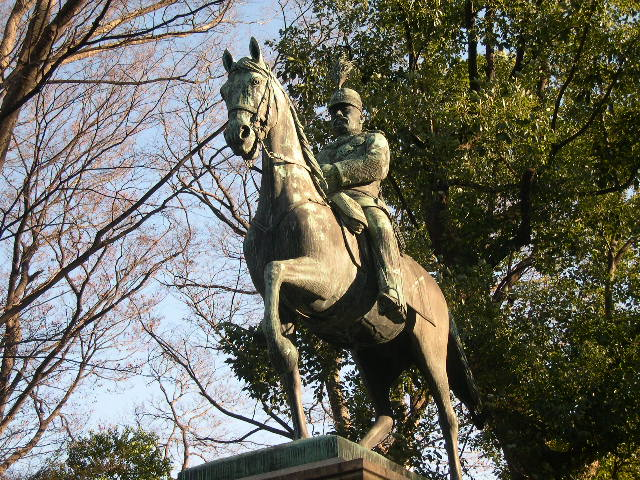

## Legado
O Parque Memorial Arisugawa em Minami-Azabu, Minato, Tokyo que ocupa o local do Palácio Arisugawa e seus amplos jardins são abertos ao público.
Apesar do Príncipe Taruhito ter a intenção de passar seus últimos dias neste palácio, ele morreu sem nunca ocupá-lo. Uma estátua do príncipe a cavalo foi feita com doações e construído em 1903 no portão da Sede de Pessoal do Exército Imperial Japonês; ela foi transferida para o parque em 1962.